# Jindřich Belcredi
Jindřich Belcredi (1. ledna 1902 Líšeň – 31. května 1973 Vídeň) pocházel ze šlechtického rodu Belcredi.

## Rodina
Jeho otec byl Ludvík Egbert Belcredi (1856–1914) a matka byla Marie von Franckenstein (1859–1938). Oženil se 19. listopadu 1935 v Letovicích s Alžbětou Gabrielou hraběnkou Kálnoky z Köröspataku (16. 8. 1895 Olomouc – 6. 11. 1975 Vídeň). Měli spolu dvě děti:
- 1. Marie Alžběta, provdaná de La Haye-Jousselin (* 24. 7. 1936 Brno)
- 2. Karel Michael Belcredi (* 3. 6. 1939 Brno), novinář.

## Život
V letech 1921–1926 vystudoval práva na Právnické fakultě Německé univerzity v Praze. Po skončení studia se věnoval právní praxi v Brně. Jindřich Belcredi podepsal„ Prohlášení české a moravské šlechty“ v září 1939. Po únoru 1948 emigroval s rodinou a žil v Rakousku ve městě Bregenz. Zde pracoval na sociálním úřadě a věnoval se migrantům.